# Virtual Sex with …
Virtual Sex with ... ist eine Pornofilmreihe der Produktionsfirma Digital Playground. Bisher sind 22 Folgen dieser Reihe erschienen.
Die Filme aus dieser Reihe unterscheiden sich maßgeblich dadurch von herkömmlichen Pornofilmen, dass der Betrachter per Fernbedienung das Geschehen bestimmen kann.
Der Blickwinkel entspricht dem Sichtfeld des männlichen Sexualpartners. Dies soll dem Betrachter das Gefühl vermitteln, selbst Sex mit dem Pornostar des Films zu haben. Wie schon vom Titel suggeriert wird, handelt dabei jede Folge von einer einzigen Pornodarstellerin.
Die Reihe startete 1994, zunächst als interaktive CD-ROM, wurde aber später auf das Medium DVD übertragen.
Die Anzahl der Möglichkeiten an sexuellen Handlungen unterscheidet sich von Film zu Film, je nach Produktionsjahr. Während man bei älteren Filmen auf Geschlechtsverkehr in einigen wenigen Sexstellungen, Oralsex und Befriedigung der Frau mit Fingern und Dildo bzw. Vibrator beschränkt ist, sind neuere Produktionen deutlich interaktiver. Der Betrachter kann nun zwischen verschiedenen Sichtwinkeln wechseln, virtuell erogene Zonen berühren und den Zeitpunkt des Orgasmus bestimmen. Neu ist auch die Möglichkeit, die Darstellerin strippen zu lassen.
Konkurrenzprodukte, die auf demselben Konzept basieren, sind die Reihen My Plaything…, Virtual Sex With… von Playhouse Interactive, der Film Interactive Sin with Monique Alexander und viele andere. In Deutschland griff das Unternehmen MMV die Idee auf und veröffentlichte 1999 den Film Virtual Sex mit Kelly Trump.

## Filme
Digital Playground
- Virtual Sex with Briana Banks – 31. August 2004
- Virtual Sex with Chloe Jones – 22. Februar 2002
- Virtual Sex with Devon – 8. Oktober 2001. AVN Award 2002 als „Best Interactive DVD“
- Virtual Sex with Jana Cova – 26. Oktober 2006
- Virtual Sex with Janine – 13. September 2002. AVN Award 2003 als „Best Interactive DVD“
- Virtual Sex with Jenna – 14. Juli 1999
- Virtual Sex with Jesse Jane – 30. September 2003
- Virtual Sex with Jill Kelly – 26. Oktober 2000
- Virtual Sex with Julia Ann – 2. Juni 2000
- Virtual Sex with Katsuni – 30. Januar 2008
- Virtual Sex with Kira Kener – 15. Februar 2007
- Virtual Sex with Lacie Heart – 2009
- Virtual Sex with Mercedez – 27. Juli 2006
- Virtual Sex with Monica Sweetheart – 2006
- Virtual Sex with Nikki Tyler – 22. Dezember 1999
- Virtual Sex with Rocki Roads – 17. Februar 2005
- Virtual Sex with Shay Jordan – 13. September 2007
- Virtual Sex with Sophia Santi – 20. April 2006
- Virtual Sex with Taylor Hayes – 26. Juni 2001
- Virtual Sex with Teagan Presley – 15. September 2005
- Virtual Sex with Tera Patrick – 10. Februar 2000. AVN Award 2001 als „Best Interactive DVD“
- Virtual Sex with Teri Weigel – 11. Juni 2002

Playhouse Interactive
- Virtual Sex With Alicia Rhodes – 2004
- Virtual Sex With Angel Long – 2004
- Virtual Sex With Bobbi Eden – 2004
- Virtual Sex With Jamie Brooks – 2008
- Virtual Sex With Carmel Moore – 2008
- Virtual Sex With Isabel Ice – 2008
- Virtual Sex With Katsumi – 2008
- Virtual Sex With Lisa Brunet – 2004
- Virtual Sex With Lolly Badcock – 2007
- Virtual Sex With McKenzie Lee – 2005
- Virtual Sex With Michelle B. – 2007
- Virtual Sex With Michelle Thorne – 2004
- Virtual Sex With Natalie Heck – 2006 (aka Savannah Gold)
- Virtual Sex With Sara Nice – 2005
- Virtual Sex With Vivian Schmitt – 2007

## Besonderheiten
- In den Filmen, deren Hauptrollen mit den Pornodarstellerinnen Jana Cova und Sophia Santi besetzt sind, die sich in Pornofilmen ausschließlich mit Frauen sexuell betätigt hatten, sind die Sexualpartner Frauen mit Strap-ons.